# Saint-Geours-d’Auribat
Saint-Geours-d’Auribat település Franciaországban, Landes megyében. Lakosainak száma 410 fő (2022. január 1.). Saint-Geours-d’Auribat Cassen, Gamarde-les-Bains, Onard, Poyanne és Vicq-d’Auribat községekkel határos.

## Népesség
A település népessége az elmúlt években az alábbi módon változott:
| Lakosok száma | 299  | 248  | 260  | 308  | 380  | 401  | 413  | 420  | 417  | 410  |
|               | 1968 | 1982 | 1990 | 2006 | 2013 | 2015 | 2017 | 2019 | 2020 | 2022 |